# Путана (вулкан)
Путана (ісп. Volcán Putana, також має назви Jorqencal і Machuca) — стратовулкан на кордоні Болівії (департамент Потосі) та Чилі (регіон Антофагаста). Назва увазі інтернаціональне слово «путана» в сенсі «повія». Висота — 5890 метрів над рівнем моря, має сім маленьких димоходів. Останнє виверження сталося в 1972 році, до цього — між 1800 і 1820 роком. У вулкані виявлені великі запаси сірки.